# Arctornis sericea
Arctornis sericea är en fjärilsart som beskrevs av Moore 1877. Arctornis sericea ingår i släktet Arctornis och familjen tofsspinnare. Inga underarter finns listade i Catalogue of Life.